# Забастовка Парижского университета
Забастовка Парижского университета — студенческая забастовка 1229 года в Парижском университете, вызванная убийством нескольких студентов и длившаяся более двух лет. Она привела к значительным преобразованиям во всех средневековых университетах.
Это событие стало одним из силовых конфликтов «города и мантии» между Церковью, светскими лидерами и формирующимся студенческим классом, символизируя уменьшение власти местной Церкви над университетом, переходящим, в рамках политики централизации Иннокентия III, под прямой контроль папы.

## Предыстория
Парижский университет был одним из первых и, благодаря фокусу на «царице наук», одним из самых престижных в Европе. Он был основан в середине XII века и получил свою хартию в 1200 году. Университет управлялся Церковью, а его студенты считались клириками, нося в связи с этим рясы и выстригая тонзуры. Соответственно, студенты жили согласно церковным правилам и законам, не подчиняясь светским законам. Это представляло проблему для городских властей, вынужденных часто прибегать к помощи церковного правосудия при необходимости привлечь студента к ответственности.
Столкновения студентов с горожанами начались вскоре после основания университета. В 1192 году студенты затеяли ссору с крестьянами аббатства Сен-Жермен-де-Пре, в которой один из студентов был убит. После обращения университета в Рим аббату пришлось оправдываться перед епископом Реймсским, жилища сбежавших убийц были разрушены. В период между 1191 и 1198 годами папа Целестин III своей буллой постановил, чтобы все клирики Парижа, то есть и студенты, имели право прибегать к церковному правосудию.
Следующий крупный конфликт произошёл в 1200 году, когда в результате конфликта было убито пять студентов. Под угрозой забастовки король Филипп Август посадил в тюрьму прево и тех соучастников преступления, которых удалось поймать. Дома сбежавших были разрушены, а их виноградники вырублены. По итогам событий принят ордонанс, согласно которому студент мог быть задержан только на месте преступления и только с целью передачи церковным властям.
Студенты в те времена часто были очень молоды, поступая в университетские колледжи в возрасте 13-14 лет и обучаясь там от 6 до 12 лет. Студенты приезжали из различных регионов и говорили на разных европейских языках, разделяясь на 4 «нации»: французскую, пикардийскую, нормандскую и объединяющую все оставшиеся английскую. Подавляющее большинство студентов было из состоятельных семей, так как стоимость поступления в университет, равно как и стоимость образования, была очень высока.

## Беспорядки
В марте 1229 года, на Жирный вторник, в Париже по традиции начался карнавал перед постом, напоминающий современную Марди Гра, с её масками и вольным поведением. Студенты в эти дни часто напивались и вели себя шумно. Спор по поводу счёта между владельцем трактира в квартале Сен-Марсель дошёл до драки. Студенты были избиты и выброшены на улицу. На следующий день жаждущие мести студенты вернулись в большем количестве и, вооружённые дубинками, ворвались в таверну, избили её персонал и разрушили заведение. Во время беспорядков были повреждены и другие магазины.
Поскольку на студентов распространялись привилегии духовенства, которые делали их недоступными королевскому правосудию, яростные жалобы были направлены к папскому престолу. Папа, зная о непреклонном намерении университета защитить своих студентов и опасаясь повторения событий 1209 года, когда разделились Кембриджский и Оксфордский университеты, стремился к мирному разрешению конфликта. Однако Бланка Кастильская, регентша Франции при малолетнем Людовике Святом, включилась в конфликт и потребовала наказать виновных. Университет уполномочил городскую полицию наказать мятежных студентов. Городские стражники, известные своей грубостью, нашли группу студентов и, подойдя неожиданно сурово к возложенной на них обязанности, убили их. Впоследствии возник слух, что убитые студенты не были причастны к беспорядкам.

## Забастовка
В ответ университет немедленно объявил забастовку. Аудитории были закрыты, а бастующие студенты либо отправились в университеты других городов (Реймса, Оксфорда или Тулузы), либо отправились по домам или нашли себе другую работу. Факультеты отказались преподавать. Это стало серьёзным финансовым ударом не только для Латинского квартала, но и для всего города. После двух лет переговоров папа Григорий IX, сам выпускник Парижского университета, 13 апреля 1231 выпустил буллу Parens scientiarum, впоследствии называемую «Magna Carta» университета, так как она гарантировала школе независимость от местной власти, как духовной, так и светской, помещая данное учебное заведение непосредственно под папскую защиту. Мастерам было предоставлено право роспуска университета и забастовки, которое было отнято только в 1499 году.